# Al-Sinaa Sport Club
El Al Sinaa Sport Club es un club de fútbol de Irak, de la ciudad de Bagdad. Fue fundado en 1974 y juega en la Liga Premier de Irak. En Idioma árabe (الصناعة) significa Industria.

## Historia
El equipo fue fundado en 1974. Consiguió su primer título en 1984 cuando ganó la Copa de Irak.

## Uniforme
- Uniforme titular: Camiseta azul y blanca, pantalón azul y medias azules.
- Uniforme alternativo: Camiseta, pantalón y medias blancas.

## Estadio
El Al-Sinaa juega en el Al Sina'a Stadium. Tiene capacidad para 6.000 personas.

## Palmarés

### Torneos nacionales
- Copa de Irak (1): 1984
- División 1 de Irak (1) : 2020/21